# Арнебия пятнистая
Арнебия пятнистая (лат. Arnebia guttata) — вид многолетних травянистых растений рода Арнебия семейства Бурачниковые (Boraginaceae).

## Ботаническое описание
Растения высотой до 40 см, со сравнительно толстым корнем, покрытым корой фиолетово-красного цвета. Стебли бывают одиночные или сразу по несколько восходящих, могут сильно ветвится. На стеблях и листьях имеются длинные жёсткие щетинки, посаженные на беловатые бугорочки, между которыми имеются более тонкие и мелкие волоски. Листья сидячие, 2—4 см длиной, от 2 до 5 мм шириной, линейно-продолговатой формы, у основания слегка сужены, верхушки листьев тупые. 
Цветки посажены на верхушках стеблей и ветвей, практически сидячие, собраны в плотные однобокие метёлки.
Венчик ярко-жёлтого цвета, опушённый снаружи, около 20 мм длиной, вдвое длиннее чашечки. 
Плоды — орешки, покрытые мелкими бугорками, на цветоложе крепятся маленькой плоской площадкой треугольной формы.

## Ареал
Растение распространено в Центральной Азии (Афганистан, Пакистан, Индия), в Средней Азии (Казахстан, Киргизия, Таджикистан, Узбекистан), в Монголии и Китае. В России встречается в Сибири на территории Алтая.
Растение обычно селится на каменистых склонах и в пустынных местах.